# قلعه زورآباد
قلعه زورآباد؛ نام دژی تاریخی مربوط به دورهٔ صفوی - دورهٔ قاجار است و در شهرستان صالح‌آباد، یک کیلومتری شمال شهر صالح‌آباد واقع شده و این اثر در تاریخ ۲۴ اسفند ۱۳۸۴ با شمارهٔ ثبت ۱۵۲۳۲ به‌عنوان یکی از آثار ملی ایران به ثبت رسیده‌است.